# Costantino di Hohenlohe-Schillingsfürst
Costantino Vittorio Ernesto Emilio Carlo Alessandro Federico di Hohenlohe-Schillingsfürst (Wildeck, 8 settembre 1828 – Vienna, 14 febbraio 1896) fu primo obersthofmeister imperiale e regio e generale di cavalleria in Austria-Ungheria.

## Biografia
Costantino di Hohenlohe-Schillingfürst era il figlio più giovane di Francesco Giuseppe, principe di Hohenlohe-Schillingsfürst e di sua moglie la principessa Costanza di Hohenlohe-Langenburg. I suoi tre fratelli maggiori furono: Vittorio I, duca di Ratibor presidente della camera dei signori prussiana, Chlodwig zu Hohenlohe-Schillingsfürst, cancelliere della Germania ed il cardinale Gustav Adolf von Hohenlohe-Schillingsfürst. Inoltre, ebbe tre sorelle e altri due fratelli morirono in giovane età.
Nel 1859, il principe Costantino sposò a Weimar la principessa Marie zu Sayn-Wittgenstein (1837-1920), figlia della principessa Carolyne zu Sayn-Wittgenstein (1819-1887), amante di Franz Liszt. La principessa Marie aveva trascorso la sua giovinezza a Weimar e in viaggio nella cerchia di poeti e artisti. A Vienna, dove visse con il marito dal 1862 nel Palais Dobner-Dobenau, che lui aveva acquistato nel 1861, divenne una mecenate dell'arte e della vita culturale e si impegnò nelle istituzioni sociali. Il suo poeta preferito era Friedrich Hebbel, che viveva a Vienna. Anton Bruckner, membro della Hofmusik-Kapelle di Vienna, dedicò la sua Sinfonia n. 4 in mi bemolle maggiore, la "Romantica", a Hohenlohe nel 1881 - e Johann Strauss figlio il suo valzer Storielle del bosco viennese nel 1868.
I suoi figli furono:
- Principe Franz Joseph zu Hohenlohe-Schillingsfürst (1861–1871)
- Principe Konrad zu Hohenlohe-Schillingsfürst (1863–1918), primo ministro dell'Austria
- Principe Philipp zu Hohenlohe-Schillingsfürst (1864–1942), sacerdote e monaco benedettino
- Principe Gottfried zu Hohenlohe-Schillingsfürst (1867–1932), ambasciatore d'Austria-Ungheria presso la Germania (1914-1918) ∞ Arciduchessa Maria Enrichetta d'Austria-Teschen (1883–1956)
- Principe Wolfgang zu Hohenlohe-Schillingsfürst (1869–1883)
- Principessa Dorothea zu Hohenlohe-Schillingsfürst (1872–1954)

### Carriera
Hohenlohe frequentò la scuola presso il Maria-Magdalenen-Gymnasium di Breslavia, diplomandosi con l'abitur nel 1848. Nello stesso anno si arruolò nell'esercito dell'Impero austriaco e prestò servizio in una campagna nell'Italia settentrionale nel 1849. Nel 1854 entrò in servizio alla corte reale di Vienna. Avanzò diventando aiutante di campo dell'imperatore Francesco Giuseppe I nel 1859 e primo "Obersthofmeister" con la nomina a "Fürst" nel 1866. Era visto come il perfetto cortigiano, sempre d'accordo con le idee politiche dell'imperatore. In qualità di massimo funzionario di corte, Hohenlohe aveva molti compiti amministrativi e di rappresentanza ed era al centro della vita politica e culturale della Corte austriaca. Dopo l'Ausgleich del 1857, al suo titolo fu aggiunto il termine k.u.k., a significare che i suoi doveri riguardavano entrambe le parti dell'Austria-Ungheria.
Nel 1857, l'imperatore Francesco Giuseppe I d'Austria emanò il decreto "Es ist Mein Wille" che ordinava la demolizione delle mura e dei fossati della città. Nel suo decreto, egli stabilì le dimensioni esatte della Ringstrasse, il nuovo viale di rappresentanza, nonché le posizioni geografiche e le funzioni dei nuovi edifici. Hohenlohe fu responsabile degli edifici e delle proprietà della Corte Reale lungo la Ringstraße, del completamento dell'Hofoperntheater, della nuova costruzione dell'Hofburgtheater e di due nuovi musei, il Kunsthistorisches Museum e il Naturhistorisches Museum. La costruzione della Neue Burg presso l'Hofburg fu completata solo dopo la Prima Guerra Mondiale. Hohenlohe partecipò allo sviluppo del Wiener Prater, dove nel 1873 si svolse l'Esposizione Universale. Il Konstantinhügel del Prater porta il suo nome. Hohenlohe supervisionò anche i lavori per la regolamentazione del Danubio di Vienna.
Hohenlohe lavorò fino alla sua morte nel 1896 e gli succedette Rodolfo del Liechtenstein.

## Ascendenza
|                                                                       |                                                     |                                                    | Genitori                                                         |  |  | Nonni |  |  | Bisnonni                                                             |  |  | Trisnonni                                                            |  |
|                                                                       |                                                     |                                                    |                                                                  |  |  |       |  |  | Carlo Alberto I, Principe di Hohenlohe-Waldenburg in Schillingsfürst |  |  | Filippo Ernesto, Principe di Hohenlohe-Waldenburg in Schillingsfürst |  |
|                                                                       |                                                     |                                                    |                                                                  |  |  |       |  |  | Carlo Alberto I, Principe di Hohenlohe-Waldenburg in Schillingsfürst |  |  | Filippo Ernesto, Principe di Hohenlohe-Waldenburg in Schillingsfürst |  |
|                                                                       |                                                     | Contessa Maria Anna di Oettingen-Wallerstein       |                                                                  |  |  |       |  |  | Carlo Alberto I, Principe di Hohenlohe-Waldenburg in Schillingsfürst |  |  |                                                                      |  |
| Carlo Alberto II, Principe di Hohenlohe-Waldenburg in Schillingsfürst |                                                     |                                                    |                                                                  |  |  |       |  |  | Carlo Alberto I, Principe di Hohenlohe-Waldenburg in Schillingsfürst |  |  |                                                                      |  |
|                                                                       |                                                     | Principessa Sofia di Löwenstein-Wertheim-Rochefort | Domenico Marquardo, II Principe di Löwenstein-Wertheim-Rochefort |  |  |       |  |  |                                                                      |  |  |                                                                      |  |
|                                                                       |                                                     | Principessa Sofia di Löwenstein-Wertheim-Rochefort | Domenico Marquardo, II Principe di Löwenstein-Wertheim-Rochefort |  |  |       |  |  |                                                                      |  |  |                                                                      |  |
|                                                                       |                                                     | Principessa Sofia di Löwenstein-Wertheim-Rochefort | Langravia Cristina d'Assia-Rheinfels-Rotenburg                   |  |  |       |  |  |                                                                      |  |  |                                                                      |  |
| Francesco Giuseppe, Principe di Hohenlohe-Schillingsfürst             |                                                     | Principessa Sofia di Löwenstein-Wertheim-Rochefort |                                                                  |  |  |       |  |  |                                                                      |  |  |                                                                      |  |
|                                                                       |                                                     | Barone János Kázmér Reviczky of Revisnye           | András Reviczky de Revisnye                                      |  |  |       |  |  |                                                                      |  |  |                                                                      |  |
|                                                                       |                                                     | Barone János Kázmér Reviczky of Revisnye           | András Reviczky de Revisnye                                      |  |  |       |  |  |                                                                      |  |  |                                                                      |  |
|                                                                       |                                                     | Barone János Kázmér Reviczky of Revisnye           | Julianna Nedeczky                                                |  |  |       |  |  |                                                                      |  |  |                                                                      |  |
| Baronessa Giuditta Reviczky de Revisnye                               |                                                     | Barone János Kázmér Reviczky of Revisnye           |                                                                  |  |  |       |  |  |                                                                      |  |  |                                                                      |  |
|                                                                       |                                                     | Baronessa Róza Perényi de Perény                   | Ádám Perényi de Perény                                           |  |  |       |  |  |                                                                      |  |  |                                                                      |  |
|                                                                       |                                                     | Baronessa Róza Perényi de Perény                   | Ádám Perényi de Perény                                           |  |  |       |  |  |                                                                      |  |  |                                                                      |  |
|                                                                       |                                                     | Baronessa Róza Perényi de Perény                   | Erzsébet Fráter                                                  |  |  |       |  |  |                                                                      |  |  |                                                                      |  |
| Costantino di Hohenlohe-Schillingfürst                                |                                                     | Baronessa Róza Perényi de Perény                   |                                                                  |  |  |       |  |  |                                                                      |  |  |                                                                      |  |
|                                                                       | Cristiano Alberto, Principe di Hohenlohe-Langenburg | Luigi, Principe di Hohenlohe-Langenburg            |                                                                  |  |  |       |  |  |                                                                      |  |  |                                                                      |  |
|                                                                       | Cristiano Alberto, Principe di Hohenlohe-Langenburg | Luigi, Principe di Hohenlohe-Langenburg            |                                                                  |  |  |       |  |  |                                                                      |  |  |                                                                      |  |
|                                                                       | Cristiano Alberto, Principe di Hohenlohe-Langenburg | Contessa Eleonora di Nassau-Saarbrücken            |                                                                  |  |  |       |  |  |                                                                      |  |  |                                                                      |  |
| Carlo Luigi, Principe di Hohenlohe-Langenburg                         | Cristiano Alberto, Principe di Hohenlohe-Langenburg |                                                    |                                                                  |  |  |       |  |  |                                                                      |  |  |                                                                      |  |
|                                                                       |                                                     | Principessa Carolina di Stolberg-Gedern            | Federico Carlo, Principe di Stolberg-Gedern                      |  |  |       |  |  |                                                                      |  |  |                                                                      |  |
|                                                                       |                                                     | Principessa Carolina di Stolberg-Gedern            | Federico Carlo, Principe di Stolberg-Gedern                      |  |  |       |  |  |                                                                      |  |  |                                                                      |  |
|                                                                       |                                                     | Principessa Carolina di Stolberg-Gedern            | Contessa Luisa di Nassau-Saarbrücken                             |  |  |       |  |  |                                                                      |  |  |                                                                      |  |
| Principessa Costanza di Hohenlohe-Langenburg                          |                                                     | Principessa Carolina di Stolberg-Gedern            |                                                                  |  |  |       |  |  |                                                                      |  |  |                                                                      |  |
|                                                                       |                                                     | Giovanni Cristiano II, Conte di Solms-Baruth       | Giovanni Carlo, Conte di Solms-Baruth                            |  |  |       |  |  |                                                                      |  |  |                                                                      |  |
|                                                                       |                                                     | Giovanni Cristiano II, Conte di Solms-Baruth       | Giovanni Carlo, Conte di Solms-Baruth                            |  |  |       |  |  |                                                                      |  |  |                                                                      |  |
|                                                                       |                                                     | Giovanni Cristiano II, Conte di Solms-Baruth       | Contessa Luisa di Lippe-Biesterfeld                              |  |  |       |  |  |                                                                      |  |  |                                                                      |  |
| Contessa Amalia Enrichetta di Solms-Baruth                            |                                                     | Giovanni Cristiano II, Conte di Solms-Baruth       |                                                                  |  |  |       |  |  |                                                                      |  |  |                                                                      |  |
|                                                                       |                                                     | Contessa Federica Luisa Reuss di Köstritz          | Enrico VI, Conte Reuss di Köstritz                               |  |  |       |  |  |                                                                      |  |  |                                                                      |  |
|                                                                       |                                                     | Contessa Federica Luisa Reuss di Köstritz          | Enrico VI, Conte Reuss di Köstritz                               |  |  |       |  |  |                                                                      |  |  |                                                                      |  |
|                                                                       |                                                     | Contessa Federica Luisa Reuss di Köstritz          | Henrica Casado de Monteleone                                     |  |  |       |  |  |                                                                      |  |  |                                                                      |  |
|                                                                       |                                                     | Contessa Federica Luisa Reuss di Köstritz          |                                                                  |  |  |       |  |  |                                                                      |  |  |                                                                      |  |